# Доходный дом Костанаева
Доходный дом Костанаева — здание в Ростове-на-Дону, расположенное на Большой Садовой улице (дом 66/37). Доходный дом был построен в конце XIX века. Здание имеет статус объекта культурного наследия регионального значения.

## История
Доходный дом Костанаева расположен на углу Большой Садовой улицы и переулка Семашко (в некоторых источниках это здание обозначается как доходный дом А. А. Леонидова). Точный год постройки дома не установлен, но согласно анализу архитектурного стиля, он был возведён в последней четверти XIX века. Подобный тип дома зданий характерен для Ростова того времени — двухэтажный дом с торговыми лавками на первом этаже и жилыми помещениями на втором. К западной стене дома Костанаева примыкает торговый дом Яблоковых.
До прихода советской власти доходный дом принадлежал представителям семьи Костанаевых: Сергею, Матвею, Кириллу, Григорию и Эммануилу. Первый этаж здания арендовали различные торговые учреждения: галантерейный магазин Торгового дома «Гаврилов А. С. с С-ми», гастрономический магазин «Бр. В. и Н. Бландовых», магазин золотых и серебряных вещей Дм. Смирнова. С 1914 года в доме размещался торговый дом «Бережнова Г. В. и К».
В 1920-х годах первый этаж здания занимал магазин товарищества «Алазан». Затем там был магазин № 8 Горкоопторга, а также магазин пластинок и граммофонов. По данным 1959 года на первом этаже находились магазин № 8 Горкоопторга, магазин № 69 «Игрушка» Горпромторга, мастерская по ремонту часов, ювелирно-граверная мастерская. В 1990-х годах там размещался магазин «Буратино» и пункт обмена валюты.
Постановлением Главы Администрации Ростовской области № 411 от 9 октября 1998 года доходный дом Костанаева был взят под государственную охрану как объект культурного наследия регионального значения.